# DOSHERMANOS
DOSHERMANOS es un dúo de rap español formado por los hermanos Amal (Yosu Abrisqueta Veuthey) y Gorka (Gorka Abrisqueta Veuthey). Son los máximos representantes del colectivo "La Sierra", un crew de la zona de la Sierra Norte de Madrid.
Han colaborado con raperos franceses como Arsenik, Oxmopuccino, La Caution, Triptik, Busta Flex; con artistas de Estados Unidos como Das Efx, Afu-Ra, El Da Sensei o Cuban Link, así como con artistas latinos como Full Nelson (New York), Akapellah (Venezuela), Supremo (Puerto rico), Maestro (Puerto Rico), Omega el CTM (Chile), Gran Rah (Chile), Deskisabia (Chile), Sindicato Argentino Del Hip hop (Argentina), Pescozada (El Salvador), MC Ceja (Puerto rico),  De Lo Simple (México), Makiza (Chile), entre otros.

## Biografía
El grupo nace después de la disolución del grupo "Desastre natural", un grupo nacido en 1991 que publicó una única maqueta en 1995 con un relativo éxito. Mientras el grupo se disolvía, La Ge comenzó a publicar una revista gratuita de Hip hop llamada "Trapos sucios", del que se publicaban también anuarios recopilando las entrevistas de dicha publicación todo el año. Precisamente, la primera referencia pública de DOSHERMANOS es en el anuario del año 2001.
Paralelamente a esta publicación, fundaron el sello discográfico Estaochungo con el que han publicado sus discos, además de artistas como Crema (C.Tangana), Full Nelson, Panzers o Duo Kie. La primera referencia de esta compañía fue el disco en solitario de La Ge, titulado "Terca vida" y en el que colaboraba su hermano Amal en varios temas.
El primer hito discográfico de DOSHERMANOS fue el maxi "Lo llevo dentro", publicado en el año 2003 que incluye dos temas y un remix de uno de ellos. Poco después publicaron el primer LP titulado "Format C:", que contenía colaboraciones de Full Nelson, Arsenik y Frank-T.
Un año después se publicó una reedición de este disco que incluía un segundo CD con remixes, rarezas caras b y temas inéditos. Este bonus CD tenía colaboraciones de Makiza, Phone y gente del colectivo La Sierra entre otros. Poco tiempo después, editaron este CD por separado con el título de "El bonus CD", que además incluía nuevos temas no existentes en la primera edición.
A finales de 2005 publicaron de manera gratuita una mixtape, "La mixtape: Version no Autorizada", con remezclas de varios de sus temas más conocidos. A pesar del título de la mixtape, estaba evidentemente autorizada, pues era material realizado por ellos mismos. En esta referencia experimentan con el reguetón, al remezclar algunos de sus temas con estos ritmos.
El 14 de febrero de 2007 publican su segundo LP titulado "Nuestro mundo". El disco cuenta con las colaboraciones de Full Nelson, Supremo y MC Ceja, desde Puerto Rico, y el alicantino Nach.
A finales del año 2008 sacan una nueva Mixtape "Colabos Mixtapes" donde se recopilan algunas de las colaboraciones más destacadas que han grabado en los últimos años.
El 31 de MARZO de 2009 sale a la venta el primer disco en solitario de GORKA2H, la mitad del grupo, titulado "el hombre Orquesta". Al disco le acompañó una curiosa campaña de promoción ("El hombre orquesta") que levantó muchísima expectación a pesar de haberse llevado a cabo con muy pocos medios.
En 2011, sale el disco en solitario de Yosu alias Amal "el Lama", que se titula "Metáfora" y que incluye hits como "L.A.M.A." o "Soldados de la paz" junto con Swan Fyahbwoy y con el que consigue muy buena crítica.
Por ahora su último trabajo como grupo es su tercer disco "Pasión" (2014), con colaboraciones internacionales como Krazy Drayz (Das EFX) o Busta Flex, con una esencia muy noventera y un sonido actual.
A este trabajo han seguido los discos en Solitario de Gorka2h "Como Puños" (2017) y Alma (2021)

## Discografía
- "Lo llevo dentro" (Maxi) (Estaochungo, 2003)
- "Format C:" (LP) (Estaochungo, 2004)
- "Format C: Edición especial" (LP) (Estaochungo, 2004)
- "El bonus CD" (LP) (Estaochungo, 2004)
- "La mixtape: Version no Autorizada" (Mixtape) (2005)
- "Nuestro mundo" (LP) (Estaochungo, 2007)
- "Colabos Mixtape" (Mixtape) (2008)
- "PASION" (LP) (2014)

## Colaboraciones
- Varios "Anuario Trapos Sucios 2001" (2001)
- Delosimple "Sueños Inalcanzables" (2003)
- Sindicato Argentino del Hip Hop "Sangre Sudor y Furia" (2005)
- Full Nelson "¿Qué más quieres?" (Confía en mí, 2005)
- Full Nelson "Reina de la fiesta (con Farid)" (Confía en mí, 2005)
- Voz Blanca "Hagan sitio" (2006)
- JPelirrojo "Sandanga" (Sueños rotos, 2006)
- JPelirrojo "Dime quién está" (Phyxius, 2007)
- Rapsoda "El Jugador" (2007)
- Nach (2007)
- Full Nelson "Palante" (2003)
- JPelirrojo "Nuestro Oficio" (Los payasos nunca lloran, 2016)
- JPelirrojo "Atípico" (2017)
- JPelirrojo "Sobran los motivos" (Sin miedos, 2018)